# Монтекозаро
Монтекозаро (итал. Montecosaro) — коммуна в Италии, располагается в регионе Марке, в провинции Мачерата.
Население составляет 5435 человек (2008 г.), плотность населения составляет 248 чел./км². Занимает площадь 22 км². Почтовый индекс — 62010. Телефонный код — 0733.
Покровителем населённого пункта считается святой Лаврентий, празднование 10 августа.

## Демография
Динамика населения:

## Администрация коммуны
- Официальный сайт: http://www.comune.montecosaro.mc.it/